# Copa del Generalíssim de futbol 1944-45
La Copa del Generalíssim de futbol 1944-45 va ser la 41ena edició de la Copa d'Espanya.

## Primera Ronda
31 de desembre i 21 de gener. Real Gijón, CE Castelló, Club Ferrol i Real Santander quedaren exempts d'aquesta ronda.
| Equip 1                | Global | Equip 2             | Anada | Tornada |
| ---------------------- | ------ | ------------------- | ----- | ------- |
| Deportivo de la Coruña | 0-3    | Reial Societat      | 0-0   | 0-3     |
| Cultural Leonesa       | 2-11   | Athletic de Bilbao  | 1-3   | 2-8     |
| Celta de Vigo          | 3-4    | RCD Espanyol        | 2-3   | 1-1     |
| Barakaldo CF           | 5-4    | Real Murcia         | 2-1   | 3-3     |
| CE Constància          | 5-7    | Real Oviedo         | 4-3   | 1-4     |
| FC Barcelona           | 10-1   | Reial Saragossa     | 5-1   | 5-0     |
| CE Sabadell            | 2-5    | CE Alcoià           | 1-1   | 1-4     |
| Atlético Aviación      | 5-2    | Real Betis Balompié | 4-1   | 1-1     |
| Ceuta                  | 1-9    | Reial Madrid        | 0-4   | 1-5     |
| València CF            | 4-1    | Jerez FC            | 3-0   | 1-1     |
| Sevilla CF             | 7-1    | RCD Mallorca        | 6-0   | 1-1     |
| Granada CF             | 5-2    | Hèrcules CF         | 4-2   | 1-0     |

## Segona Ronda
11 de febrer i 4 de març.
| Equip 1           | Global | Equip 2            | Anada | Tornada |
| ----------------- | ------ | ------------------ | ----- | ------- |
| FC Barcelona      | 2-5    | Athletic de Bilbao | 1-2   | 1-3     |
| Real Gijón        | 1-2    | Real Oviedo        | 0-0   | 1-2     |
| Atlético Aviación | 2-0    | Club Ferrol        | 2-0   | 0-0     |
| Sevilla           | 2-2    | Reial Madrid       | 1-0   | 1-2     |
| València CF       | 3-2    | CE Alcoià          | 1-0   | 2-2     |
| Real Santander    | 1-5    | CE Castelló        | 1-2   | 1-3     |
| Barakaldo CF      | 0-7    | RCD Espanyol       | 0-3   | 0-4     |
| Granada CF        | 4-2    | Reial Societat     | 3-0   | 1-2     |

- Desempat

| Equip 1 | Marcador | Equip 2      |
| ------- | -------- | ------------ |
| Sevilla | 2-0      | Reial Madrid |

## Quarts de final
1 d'abril i 27 de maig.
| Equip 1           | Global | Equip 2            | Anada | Tornada |
| ----------------- | ------ | ------------------ | ----- | ------- |
| Atlético Aviación | 1-2    | Athletic de Bilbao | 1-2   | 0-0     |
| CE Castelló       | 4-4    | Granada CF         | 3-0   | 1-4     |
| Real Oviedo       | 2-4    | RCD Espanyol       | 1-2   | 1-2     |
| València CF       | 5-3    | Sevilla CF         | 5-1   | 0-2     |

- Desempat

| Equip 1     | Marcador | Equip 2    |
| ----------- | -------- | ---------- |
| CE Castelló | 1-2      | Granada CF |

## Semifinals
3 i 10 de juny.
| Equip 1      | Global | Equip 2            | Anada | Tornada |
| ------------ | ------ | ------------------ | ----- | ------- |
| València CF  | 3-2    | Granada CF         | 2-0   | 1-2     |
| RCD Espanyol | 1-4    | Athletic de Bilbao | 0-0   | 1-4     |

## Final
| Athletic Club                | 3 - 2 | València CF            |
| ---------------------------- | ----- | ---------------------- |
| Zarra 21' · Iriondo 26', 90' |       | Amadeo 12' · Mundo 37' |

## Campió
| Campions de la Copa d'Espanya 1945 |
| ---------------------------------- |
| · Athletic Club · 16è títol        |